# Премія YUNA за найкращу пісню
«YUNA» — щорічна українська щорічна національна професійна музична премія, заснована у 2011 році. Премія за найкращу пісню вручається з найпершої церемонії вручення, на якій вшановувалися досягнення у музиці за 1991—2011 роки. Рекордсменом за кількістю нагород у цій номінації є Джамала, яка здобула дві перемоги.
Починаючи з восьмої церемонії вручення, у якій вшановуються досягнення у музиці за 2018 рік, у цій номінації можуть бути представлені тільки пісня, текст яких щонайменше на 90% написаний українською мовою. Унаслідок цих змін премія за найкращу україномовну пісню була скасована, а натомість створена премія за найкращу пісню іншою мовою.

## Номінанти та переможці (2012—2022)

### 1991–2011
- Весна — Воплі Відоплясова[2]
  - Файне місто Тернопіль — Брати Гадюкіни
  - Вахтерам — Бумбокс
  - Снег — Ірина Білик
  - Без бою — Океан Ельзи
  - Дикі танці — Руслана
  - Вона — Плач Єремії

### 2013
- Около тебя — Йолка[3]
  - Стыцамен — Іван Дорн
  - Облака — LOBODA
  - Ніжно — Тіна Кароль
  - Мам — Скрябін

### 2014
- 40 градусов — LOBODA[4]
  - Обійми — Океан Ельзи
  - Стріляй — Океан Ельзи
  - Жизнь продолжается — Тіна Кароль
  - Помню — Тіна Кароль

### 2015
- Stones — The Hardkiss[5]
  - Город под запретом — LOBODA
  - Медленно — Ані Лорак
  - Перемирие — ВІА Гра
  - Мы не останемся друзьями — Тіна Кароль
  - Pray For Ukraine — Злата Огнєвіч
  - БЕЗоружная — Alyosha

### 2016
- Злива — Андрій Хливнюк, Джамала та Дмитро Шуров[6]
  - «Бумдиггибай» — «Потап и Настя»
  - «Имя 505» — «Время и Стекло»
  - «Пора домой» — LOBODA
  - «Я всё ещё люблю» — Тіна Кароль

### 2017
- «1944» — Джамала[7]
  - «Love Manifest» — «SunSay»
  - «Кружит» — MONATIK
  - «К черту любовь» — LOBODA
  - «Навернопотомучто» — «Время и Стекло»

### 2018
- «Тает лёд» — «Грибы»[8]
  - «Вите надо выйти» — «ESTRADARADA»
  - «Vitamin D» — MONATIK
  - «Антарктида» — The Hardkiss
  - «Журавлі» — The Hardkiss
  - «Де би я» — Сергій Бабкін

### 2019
- KAZKA — «Плакала»[9]
  - «Антитіла» — «TDME»
  - The Hardkiss — «Кораблі»
  - «Pianoбой» — «Все, що тебе не вбиває»
  - Джамала — «Крила»

### 2020
- «Время и Стекло» — «Дим»
  - «The Hardkiss» — «Жива»
  - «Без обмежень» — «Зорі запалали»
  - NK — «Обіцяю»
  - Jerry Heil — «Охрана, отмєна»